# Rezervația zoologică Petriv
Petriv (în ucraineană Петрівський загальнозоологічний заказник) este o rezervația zoologică de importanță națională din raionul Berezivka, regiunea Odesa (Ucraina), situată lângă satul Kurisove. Este administrată de silvicultura de stat „Odesa”.
Suprafața ariei protejate constituie 340 de hectare, fiind creată în anul 1974 prin decizia Consiliului executiv regional. Rezervația a fost creată pentru protejarea zonei de stepă, a locurilor de aclimatizare a fazanilor, a iepurilor sălbatici și a altor specii valoroase, cu relocarea lor ulterioară în regiunile sudice ale Ucrainei.